# Sokol Çikalleshi
Sokol Çikalleshi (Kavajë, 27 luglio 1990) è un calciatore albanese, attaccante dell'Adanaspor e della nazionale albanese.

## Carriera

### Club
Cresciuto nel Besa Kavajë, squadra della città dove è nato, ha debuttato nel 2008 nel campionato albanese. Dopo tre stagioni e mezzo lascia i gialloneri il 1º gennaio 2011 per andare a giocare in prestito allo Skënderbeu.
Terminata la stagione 2010-2011, con la vittoria del campionato, con sole 4 presenze senza gol, ritorna per fine prestito al Besa Kavajë, dove rimane fino al gennaio 2012, senza riuscire a giocare anche a causa degli infortuni.
Il 1º gennaio 2012 passa in prestito al Tirana, qui colleziona 22 presenze e 5 gol tra campionato e coppa nazionale. Terminata la stagione calcistica in Albania, il 20 luglio 2012 viene ceduto in prestito oneroso per 90.000 euro, all'estero questa volta, in Corea del Sud nell'Incheon Utd. Qui gioca solo in 6 occasioni ed a gennaio 2013 fa ritorno in patria ed al Besa Kavajë, squadra con la quale gioca la seconda parte di stagione, collezionando 4 presenze e 3 gol.
Il 12 agosto 2013 viene acquistato dal Kukësi, con cui gioca 41 partite e segna ben 22 gol tra campionato, coppa nazionale e preliminari di Europa League.

#### RNK Spalato
Il 31 luglio 2014 viene acquistato a titolo definitivo dalla squadra croata del RNK Spalato, squadra militante nella massima serie del campionato croato, per 100.000 euro e con i quali sottoscrive un contratto triennale.

#### İstanbul B.B. ed Osmanlıspor

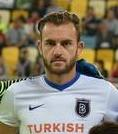
Çikalleshi con la maglia dell' nel 2016.

Il 1º luglio 2015 passa alla squadra turca dell'İstanbul Başakşehir, che versa nelle casse dei croati 1,8 milioni di euro, e firma un contratto quadriennale con scadenza il 30 giugno 2019.
Il 28 agosto 2017 viene acquistato a titolo definitivo dalla squadra turca dell'Ankaraspor, con cui firma un contratto triennale con scadenza il 30 giugno 2020.

#### Akhisar Belediyespor
Il 17 gennaio 2019 ha firmato un contratto di 3 anni e mezzo con l'Akhisar Belediyespor. Il 18 gennaio 2019 ha debuttato con un gol da subentrato nella partita contro il Beşiktaş, partita vinta dalla squadra di Istanbul con il risultato di 3-1.

### Nazionale
Riceve la sua prima convocazione in nazionale maggiore il 19 maggio 2014, per la partita amichevole contro la Romania disputata il 31 maggio seguente, dove ha fatto il suo debutto con l'Albania, match che però è terminato 0-1 a favore dei rumeni. Il 16 novembre 2015 realizza nella partita amichevole contro la Georgia il suo primo goal con l'Albania, match poi terminato con un pareggio 2-2. Viene convocato per gli Europei 2016 in Francia. Nella UEFA Nations League 2020-2021 segna 4 gol nella Lega C.

## Statistiche

### Presenze e reti nei club
Statistiche aggiornate al 27 marzo 2022.
| Stagione                    | Squadra                     | Campionato                  | Campionato | Campionato | Coppe nazionali | Coppe nazionali | Coppe nazionali | Coppe continentali | Coppe continentali | Coppe continentali | Altre coppe | Altre coppe | Altre coppe | Totale | Totale |
| Stagione                    | Squadra                     | Comp                        | Pres       | Reti       | Comp            | Pres            | Reti            | Comp               | Pres               | Reti               | Comp        | Pres        | Reti        | Pres   | Reti   |
| --------------------------- | --------------------------- | --------------------------- | ---------- | ---------- | --------------- | --------------- | --------------- | ------------------ | ------------------ | ------------------ | ----------- | ----------- | ----------- | ------ | ------ |
| 2007-2008                   | Besa Kavajë                 | KS                          | 1          | 0          | CA              | 0               | 0               | -                  | -                  | -                  | -           | -           | -           | 1      | 0      |
| 2008-2009                   | Besa Kavajë                 | KS                          | 10         | 0          | CA              | 0               | 0               | -                  | -                  | -                  | -           | -           | -           | 10     | 0      |
| 2009-2010                   | Besa Kavajë                 | KS                          | 27         | 2          | CA              | 6               | 2               | -                  | -                  | -                  | -           | -           | -           | 33     | 4      |
| 2010-gen. 2011              | Besa Kavajë                 | KS                          | 15         | 6          | CA              | 1               | 1               | UEL                | 2                  | 0                  | SA          | 1           | 0           | 19     | 7      |
| gen.-giu. 2011              | Skënderbeu                  | KS                          | 4          | 0          | CA              | 1               | 0               | -                  | -                  | -                  | -           | -           | -           | 5      | 0      |
| 2011-gen. 2012              | Besa Kavajë                 | KP                          | 0          | 0          | CA              | 0               | 0               | -                  | -                  | -                  | -           | -           | -           | 0      | 0      |
| gen.-giu. 2012              | Tirana                      | KS                          | 13         | 2          | CA              | 9               | 3               | UEL                | -                  | -                  | -           | -           | -           | 22     | 5      |
| lug.-dic. 2012              | Incheon Utd                 | KL                          | 6          | 0          | CC              | 0               | 0               | -                  | -                  | -                  | -           | -           | -           | 6      | 0      |
| gen.-giu. 2013              | Besa Kavajë                 | KS                          | 4          | 3          | CA              | 0               | 0               | -                  | -                  | -                  | -           | -           | -           | 4      | 3      |
| Totale Besa Kavajë          | Totale Besa Kavajë          | Totale Besa Kavajë          | 57         | 11         |                 | 7               | 3               |                    | 2                  | 0                  |             | 1           | 0           | 67     | 14     |
| 2013-2014                   | Kukësi                      | KS                          | 30         | 17         | CA              | 9               | 5               | UEL                | 2                  | 0                  | -           | -           | -           | 41     | 22     |
| lug. 2014                   | Kukësi                      | KS                          | 0          | 0          | CA              | 0               | 0               | UEL                | 2                  | 0                  | -           | -           | -           | 2      | 0      |
| Totale Kukësi               | Totale Kukësi               | Totale Kukësi               | 30         | 17         |                 | 9               | 5               |                    | 4                  | 0                  |             | -           | -           | 43     | 22     |
| 2014-2015                   | RNK Spalato                 | 1. HNL                      | 32         | 10         | CC              | 7               | 3               | UEL                | -                  | -                  | -           | -           | -           | 39     | 13     |
| 2015-2016                   | İstanbul Başakşehir         | SL                          | 27         | 6          | CT              | 8               | 7               | UEL                | 2                  | 0                  | -           | -           | -           | 37     | 13     |
| 2016-gen. 2017              | İstanbul Başakşehir         | SL                          | 2          | 0          | CT              | 6               | 3               | UEL                | 3                  | 0                  | -           | -           | -           | 11     | 3      |
| gen.-giu. 2017              | Akhisar Belediyespor        | SL                          | 14         | 7          | CT              | 2               | 0               | -                  | -                  | -                  | -           | -           | -           | 16     | 7      |
| lug.-ago. 2017              | İstanbul Başakşehir         | SL                          | 2          | 0          | CT              | 0               | 0               | UCL                | 0                  | 0                  | -           | -           | -           | 2      | 0      |
| Totale İstanbul B.B.        | Totale İstanbul B.B.        | Totale İstanbul B.B.        | 31         | 6          |                 | 14              | 10              |                    | 5                  | 0                  |             | -           | -           | 50     | 16     |
| 2017-2018                   | Ankaraspor                  | SL                          | 25         | 6          | CT              | 4               | 2               | -                  | -                  | -                  | -           | -           | -           | 29     | 8      |
| lug.-ago. 2018              | Ankaraspor                  | 1L                          | 1          | 0          | CT              | 0               | 0               | -                  | -                  | -                  | -           | -           | -           | 1      | 0      |
| Totale Osmanlıspor          | Totale Osmanlıspor          | Totale Osmanlıspor          | 26         | 6          |                 | 4               | 2               |                    | -                  | -                  |             | -           | -           | 30     | 8      |
| 2018-gen. 2019              | Göztepe                     | SL                          | 7          | 0          | CT              | 3               | 2               | -                  | -                  | -                  | -           | -           | -           | 10     | 2      |
| gen.-giu. 2019              | Akhisar Belediyespor        | SL                          | 13         | 0          | CT              | 5               | 3               | -                  | -                  | -                  | -           | -           | -           | 18     | 3      |
| 2019-2020                   | Akhisar Belediyespor        | 1L                          | 26         | 8          | CT              | 0               | 0               | -                  | -                  | -                  | ST          | -           | -           | 26     | 8      |
| Totale Akhisar Belediyespor | Totale Akhisar Belediyespor | Totale Akhisar Belediyespor | 53         | 15         |                 | 7               | 3               |                    | -                  | -                  |             | 0           | 0           | 60     | 18     |
| 2020-2021                   | Konyaspor                   | SL                          | 35         | 8          | CT              | 2               | 0               | -                  | -                  | -                  | -           | -           | -           | 37     | 8      |
| 2021-2022                   | Konyaspor                   | SL                          | 26         | 9          | CT              | 0               | 0               | -                  | -                  | -                  | -           | -           | -           | 26     | 9      |
| Totale Konyaspor            | Totale Konyaspor            | Totale Konyaspor            | 61         | 17         |                 | 2               | 0               |                    | -                  | -                  |             | -           | -           | 63     | 17     |
| Totale carriera             | Totale carriera             | Totale carriera             | 320        | 84         |                 | 63              | 31              |                    | 11                 | 0                  |             | 1           | 0           | 395    | 115    |

### Cronologia presenze e reti in nazionale
| Cronologia completa delle presenze e delle reti in nazionale ― Albania | Cronologia completa delle presenze e delle reti in nazionale ― Albania | Cronologia completa delle presenze e delle reti in nazionale ― Albania | Cronologia completa delle presenze e delle reti in nazionale ― Albania | Cronologia completa delle presenze e delle reti in nazionale ― Albania | Cronologia completa delle presenze e delle reti in nazionale ― Albania | Cronologia completa delle presenze e delle reti in nazionale ― Albania | Cronologia completa delle presenze e delle reti in nazionale ― Albania |
| Data                                                                   | Città                                                                  | In casa                                                                | Risultato                                                              | Ospiti                                                                 | Competizione                                                           | Reti                                                                   | Note                                                                   |
| ---------------------------------------------------------------------- | ---------------------------------------------------------------------- | ---------------------------------------------------------------------- | ---------------------------------------------------------------------- | ---------------------------------------------------------------------- | ---------------------------------------------------------------------- | ---------------------------------------------------------------------- | ---------------------------------------------------------------------- |
| 31-5-2014                                                              | Yverdon                                                                | Albania                                                                | 0 – 1                                                                  | Romania                                                                | Amichevole                                                             | -                                                                      | 46’                                                                    |
| 4-6-2014                                                               | Budapest                                                               | Ungheria                                                               | 1 – 0                                                                  | Albania                                                                | Amichevole                                                             | -                                                                      |                                                                        |
| 8-6-2014                                                               | Serravalle                                                             | San Marino                                                             | 0 – 3                                                                  | Albania                                                                | Amichevole                                                             | -                                                                      | 63’                                                                    |
| 7-9-2014                                                               | Aveiro                                                                 | Portogallo                                                             | 0 – 1                                                                  | Albania                                                                | Qual. Euro 2016                                                        | -                                                                      | 82’                                                                    |
| 11-10-2014                                                             | Elbasan                                                                | Albania                                                                | 1 – 1                                                                  | Danimarca                                                              | Qual. Euro 2016                                                        | -                                                                      | 69’                                                                    |
| 14-11-2014                                                             | Rennes                                                                 | Francia                                                                | 1 – 1                                                                  | Albania                                                                | Amichevole                                                             | -                                                                      | 90+3’                                                                  |
| 18-11-2014                                                             | Genova                                                                 | Italia                                                                 | 1 – 0                                                                  | Albania                                                                | Amichevole                                                             | -                                                                      | 78’                                                                    |
| 29-3-2015                                                              | Elbasan                                                                | Albania                                                                | 2 – 1                                                                  | Armenia                                                                | Qual. Euro 2016                                                        | -                                                                      | 90+3’                                                                  |
| 13-6-2015                                                              | Elbasan                                                                | Albania                                                                | 1 – 0                                                                  | Francia                                                                | Amichevole                                                             | -                                                                      | 45’ 88’                                                                |
| 4-9-2015                                                               | Copenaghen                                                             | Danimarca                                                              | 0 – 0                                                                  | Albania                                                                | Qual. Euro 2016                                                        | -                                                                      |                                                                        |
| 7-9-2015                                                               | Elbasan                                                                | Albania                                                                | 0 – 1                                                                  | Portogallo                                                             | Qual. Euro 2016                                                        | -                                                                      | 86’                                                                    |
| 8-10-2015                                                              | Elbasan                                                                | Albania                                                                | 0 – 2                                                                  | Serbia                                                                 | Qual. Euro 2016                                                        | -                                                                      | 68’                                                                    |
| 11-10-2015                                                             | Erevan                                                                 | Armenia                                                                | 0 – 3                                                                  | Albania                                                                | Qual. Euro 2016                                                        | -                                                                      | 59’                                                                    |
| 13-11-2015                                                             | Pristina                                                               | Kosovo                                                                 | 2 – 2                                                                  | Albania                                                                | Amichevole                                                             | -                                                                      | 54’                                                                    |
| 16-11-2015                                                             | Tirana                                                                 | Albania                                                                | 2 – 2                                                                  | Georgia                                                                | Amichevole                                                             | 1                                                                      | 65’                                                                    |
| 26-3-2016                                                              | Vienna                                                                 | Austria                                                                | 2 – 1                                                                  | Albania                                                                | Amichevole                                                             | -                                                                      | 46’                                                                    |
| 29-3-2016                                                              | Lussemburgo                                                            | Lussemburgo                                                            | 0 – 2                                                                  | Albania                                                                | Amichevole                                                             | 1                                                                      |                                                                        |
| 29-5-2016                                                              | Hartberg                                                               | Albania                                                                | 3 – 1                                                                  | Qatar                                                                  | Amichevole                                                             | -                                                                      | 46’                                                                    |
| 3-6-2016                                                               | Bergamo                                                                | Albania                                                                | 1 – 3                                                                  | Ucraina                                                                | Amichevole                                                             | -                                                                      | 60’                                                                    |
| 11-6-2016                                                              | Lens                                                                   | Albania                                                                | 0 – 1                                                                  | Svizzera                                                               | Euro 2016 - 1º turno                                                   | -                                                                      | 74’                                                                    |
| 31-8-2016                                                              | Scutari                                                                | Albania                                                                | 0 – 0                                                                  | Marocco                                                                | Amichevole                                                             | -                                                                      |                                                                        |
| 6-10-2016                                                              | Vaduz                                                                  | Liechtenstein                                                          | 0 – 2                                                                  | Albania                                                                | Qual. Mondiali 2018                                                    | -                                                                      | 69’                                                                    |
| 24-3-2017                                                              | Palermo                                                                | Italia                                                                 | 2 – 0                                                                  | Albania                                                                | Qual. Mondiali 2018                                                    | -                                                                      | 84’                                                                    |
| 28-3-2017                                                              | Elbasan                                                                | Albania                                                                | 1 – 2                                                                  | Bosnia ed Erzegovina                                                   | Amichevole                                                             | -                                                                      | 79’                                                                    |
| 4-6-2017                                                               | Lussemburgo                                                            | Lussemburgo                                                            | 2 – 1                                                                  | Albania                                                                | Amichevole                                                             | -                                                                      | 46’                                                                    |
| 11-6-2017                                                              | Haifa                                                                  | Israele                                                                | 0 – 3                                                                  | Albania                                                                | Qual. Mondiali 2018                                                    | -                                                                      | 71’                                                                    |
| 29-5-2018                                                              | Zurigo                                                                 | Albania                                                                | 0 – 3                                                                  | Kosovo                                                                 | Amichevole                                                             | -                                                                      |                                                                        |
| 3-6-2018                                                               | Évian-les-Bains                                                        | Albania                                                                | 1 – 4                                                                  | Ucraina                                                                | Amichevole                                                             | -                                                                      | 58’                                                                    |
| 8-6-2019                                                               | Reykjavík                                                              | Islanda                                                                | 1 – 0                                                                  | Albania                                                                | Qual. Euro 2020                                                        | -                                                                      | 80’                                                                    |
| 11-6-2019                                                              | Elbasan                                                                | Albania                                                                | 2 – 0                                                                  | Moldavia                                                               | Qual. Euro 2020                                                        | 1                                                                      | 57’                                                                    |
| 7-9-2019                                                               | Saint-Denis                                                            | Francia                                                                | 4 – 1                                                                  | Albania                                                                | Qual. Euro 2020                                                        | 1                                                                      | 62’                                                                    |
| 10-9-2019                                                              | Elbasan                                                                | Albania                                                                | 4 – 2                                                                  | Islanda                                                                | Qual. Euro 2020                                                        | 1                                                                      | 56’                                                                    |
| 11-10-2019                                                             | Istanbul                                                               | Turchia                                                                | 1 – 0                                                                  | Albania                                                                | Qual. Euro 2020                                                        | -                                                                      | 84’                                                                    |
| 14-10-2019                                                             | Chișinău                                                               | Moldavia                                                               | 0 – 4                                                                  | Albania                                                                | Qual. Euro 2020                                                        | 1                                                                      | 57’ 76’                                                                |
| 4-9-2020                                                               | Minsk                                                                  | Bielorussia                                                            | 0 – 2                                                                  | Albania                                                                | UEFA Nations League 2020-2021 - 1º turno                               | 1                                                                      | 72’                                                                    |
| 15-11-2020                                                             | Tirana                                                                 | Albania                                                                | 3 – 1                                                                  | Kazakistan                                                             | UEFA Nations League 2020-2021 - 1º turno                               | 1                                                                      | 86’                                                                    |
| 18-11-2020                                                             | Tirana                                                                 | Albania                                                                | 3 – 2                                                                  | Bielorussia                                                            | UEFA Nations League 2020-2021 - 1º turno                               | 2                                                                      | 64’                                                                    |
| 25-3-2021                                                              | Andorra la Vella                                                       | Andorra                                                                | 0 – 1                                                                  | Albania                                                                | Qual. Mondiali 2022                                                    | -                                                                      | 20’ 81’                                                                |
| 28-3-2021                                                              | Tirana                                                                 | Albania                                                                | 0 – 2                                                                  | Inghilterra                                                            | Qual. Mondiali 2022                                                    | -                                                                      | 59’                                                                    |
| 31-3-2021                                                              | Serravalle                                                             | San Marino                                                             | 0 – 2                                                                  | Albania                                                                | Qual. Mondiali 2022                                                    | -                                                                      | 87’                                                                    |
| 5-6-2021                                                               | Cardiff                                                                | Galles                                                                 | 0 – 0                                                                  | Albania                                                                | Amichevole                                                             | -                                                                      | 60’                                                                    |
| 8-6-2021                                                               | Praga                                                                  | Rep. Ceca                                                              | 3 – 1                                                                  | Albania                                                                | Amichevole                                                             | 1                                                                      | 81’                                                                    |
| 2-9-2021                                                               | Varsavia                                                               | Polonia                                                                | 4 – 1                                                                  | Albania                                                                | Qual. Mondiali 2022                                                    | 1                                                                      | 83’                                                                    |
| 9-10-2021                                                              | Budapest                                                               | Ungheria                                                               | 0 – 1                                                                  | Albania                                                                | Qual. Mondiali 2022                                                    | -                                                                      | 66’                                                                    |
| 12-11-2021                                                             | Londra                                                                 | Inghilterra                                                            | 5 – 0                                                                  | Albania                                                                | Qual. Mondiali 2022                                                    | -                                                                      | 21’                                                                    |
| 26-3-2022                                                              | Cornellà de Llobregat                                                  | Spagna                                                                 | 2 – 1                                                                  | Albania                                                                | Amichevole                                                             | -                                                                      | 61’                                                                    |
| 29-3-2022                                                              | Tirana                                                                 | Albania                                                                | 0 – 0                                                                  | Georgia                                                                | Amichevole                                                             | -                                                                      | 46’                                                                    |
| 6-6-2022                                                               | Reykjavík                                                              | Islanda                                                                | 1 – 1                                                                  | Albania                                                                | UEFA Nations League 2022-2023 - 1º turno                               | -                                                                      | 73’                                                                    |
| 24-9-2022                                                              | Tel Aviv                                                               | Israele                                                                | 2 – 1                                                                  | Albania                                                                | UEFA Nations League 2022-2023 - 1º turno                               | -                                                                      | 65’ 78’                                                                |
| 27-9-2022                                                              | Tirana                                                                 | Albania                                                                | 1 – 1                                                                  | Islanda                                                                | UEFA Nations League 2022-2023 - 1º turno                               | -                                                                      | cap. 69’                                                               |
| 26-10-2022                                                             | Abu Dhabi                                                              | Arabia Saudita                                                         | 1 – 1                                                                  | Albania                                                                | Amichevole                                                             | -                                                                      | cap. 46’                                                               |
| 27-3-2023                                                              | Varsavia                                                               | Polonia                                                                | 1 – 0                                                                  | Albania                                                                | Qual. Euro 2024                                                        | -                                                                      | 76’                                                                    |
| 17-6-2023                                                              | Tirana                                                                 | Albania                                                                | 2 – 0                                                                  | Moldavia                                                               | Qual. Euro 2024                                                        | -                                                                      |                                                                        |
| 20-6-2023                                                              | Tirana                                                                 | Fær Øer                                                                | 1 – 3                                                                  | Albania                                                                | Qual. Euro 2024                                                        | -                                                                      | 67’                                                                    |
| 7-9-2023                                                               | Praga                                                                  | Rep. Ceca                                                              | 1 – 1                                                                  | Albania                                                                | Qual. Euro 2024                                                        | -                                                                      | 59’                                                                    |
| 10-9-2023                                                              | Tirana                                                                 | Albania                                                                | 2 – 0                                                                  | Polonia                                                                | Qual. Euro 2024                                                        | -                                                                      | 45+1’ 62’                                                              |
| 12-10-2023                                                             | Tirana                                                                 | Albania                                                                | 3 – 0                                                                  | Rep. Ceca                                                              | Qual. Euro 2024                                                        | -                                                                      | 67’                                                                    |
| 17-11-2023                                                             | Chișinău                                                               | Moldavia                                                               | 1 – 1                                                                  | Albania                                                                | Qual. Euro 2024                                                        | 1                                                                      | 62’                                                                    |
| 20-11-2023                                                             | Tirana                                                                 | Albania                                                                | 0 – 0                                                                  | Fær Øer                                                                | Qual. Euro 2024                                                        | -                                                                      | 74’ 75’                                                                |
| 25-3-2024                                                              | Solna                                                                  | Svezia                                                                 | 1 – 0                                                                  | Albania                                                                | Amichevole                                                             | -                                                                      | 77’                                                                    |
| Totale                                                                 |                                                                        | Presenze (29º posto)                                                   | 60                                                                     |                                                                        | Reti (3º posto)                                                        | 13                                                                     |                                                                        |

## Palmarès

### Club

#### Competizioni nazionali
- Coppa d'Albania: 2

Besa Kavajë: 2009-2010
Tirana: 2011-2012
- Campionato albanese: 1

Skënderbeu: 2010-2011